# Ignasi Buxó Gou
Ignasi Buxó Gou (Olot, 1860-1944) fue un escultor español
Fue alumno de Josep Berga y discípulo de Miquel Blay y Josep Clarà, entre otros. Trabajó en el Arte Cristiano hasta 1892, en que instaló, junto con su hermano Jeroni, el taller Industria Artística Buxó Hermanos. En este taller, primero ubicado en la calle Mulleras y más tarde a la carretera de Girona, hacían figuras de tierra cocida. Se dedicaban sobre todo a escultura decorativa y utilitaria como las conocidas testas tabaqueras, licoreras, chicas con jarras y figuras de mulatas y jóvenes, algunas dentro de la línea modernista. Estas piezas tuvieron mucho más éxito que sus figuras religiosas, que como que estaban hechas en terracota pintada no permitían conseguir indulgencias.